# Bardach
Bardach – polski herb szlachecki, nadany w zaborze austriackim.

## Opis herbu
W polu złotym skos czarny, na którym lufa armaty złota w skos. Na lewo od czoła i na prawo od podstawy po kuli czarnej. Klejnot: Pół konia złotego, wspiętego o grzywie i kopytach czarnych. Labry czarne, podbite złotem.

## Najwcześniejsze wzmianki
Nadany w Galicji w 1890 roku.

## Herbowni
Bardach von Chlumberg